# National Association of Realtors
National Association of Realtors (NAR), tidigare National Association of Real Estate Exchanges och National Association of Real Estate Boards,  är en amerikansk branschorganisation som företrädde omkring 1,5 miljoner medlemmar, som arbetar som fastighetsmäklare, i maj 2021. De är USA:s största branschorganisation. NAR har sedan 1998 spenderat näst mest, efter USA:s handelskammare, på att lobba federala beslutsfattare i Washington, D.C. År 2020 spenderade de till och med mer än vad handelskammaren gjorde. Branschorganisationen äger också de amerikanska varumärkesrättigheterna för de engelska termerna "realtor" och "realtors", vilket kan endast användas kommersiellt av deras medlemmar.
Branschorganisationen grundades 1908 som National Association of Real Estate Exchanges. Åtta år senare bytte den namn till National Association of Real Estate Boards. År 1972 antogs det nuvarande namnet.
NAR har sitt huvudkontor i Chicago i Illinois.